# Gašpar Graziani
Gašpar Graziani Hrvat (1570./1580.? – 1620.) bio je moldavski knez od 4. veljače 1619. do 19. studenoga 1620. godine.

## Životopis

### Podrijetlo
Gašpar Graziani je podrijetlom vjerojatno s područja Bišća, dok njegovo pravo prezime nije poznato. Njegovo ime uz naziv “Hrvat”, može se često naći u europskim i osmanskim izvorima tadašnjeg vremena.

### Državnička karijera
Bio je prevoditelj i glavni pregovarač osmanske strane tijekom mirovnih pregovora 1614. – 1618. godine s Habsburškim Carstvom. U svojstvu osmanskog poslanika zalagao se za bolji položaj katolika u osmanskoj Ugarskoj, a njegove napore je cijenio papa Pavao V. (1605. – 1621.). S Habsburgovcima je bio u dobrim odnosima dok ga je Visoka Porta nagradila moldavskim prijestoljem. Radi ispunjenja svojih ciljeva pobunio se protiv Osmanlija i udružio s Poljacima. Krajem 1620. godine došlo je do poraza poljske i Grazianijeve male vojske kod Ţuţore (u Moldaviji) gdje je ubijen i sam Graziani.